# Metaalopdampmethode
De metaalopdampmethode is een fysische techniek gebruikt in de dactyloscopie.
Deze techniek wordt gebruikt om vingerafdrukken op te sporen. Zeer kleine hoeveelheden goud en zink worden hierbij verdampt. Deze techniek levert vaak zeer goede resultaten op. Het nadeel hiervan is dat het te onderzoeken materiaal wordt aangetast en daardoor niet meer voor ander onderzoek kan gebruikt worden. Ook kan de techniek voornamelijk worden toegepast op relatief verse sporen.